# Za
Za   (segle XXVII aC - segle XXVII aC) o Sa fou un rei de la dinastia II o tercera Dinastia d'Egipte. La seva existència és discutida, així com el significat dels artefactes que s'han interpretat com a confirmació de la seva existència.

## Certificacions
Horus Sa és conegut per fragments de vaixells amb inscripcions de tinta negra que mostren el seu nom. Aquests vaixells es van trobar a les galeries de l'est sota la piràmide a Saqqara. Les inscripcions són breus i escrites amb lletra cursiva. En tots els casos, el nom "Horus Sa" no apareix dins d'un serekh i la seva identificació com a Nom-Horus d'un rei està en disputa.
El nom "Horus Sa" sempre apareix dins de la inscripció Ḥwt-k3 Ḥrw-z3 ("Casa del Ka d'Horus Sa") , que es troba habitualment juntament amb els noms de Inikhnum i Ma'a-aper-Min, dos alts funcionaris que van servir a la casa Ka. Durant el Període dinàstic primerenc d'Egipte, la Casa dels Ka va ser un precursor del temple mortuori, un lloc on es va celebrar un culte al Ka d'un governant difunt. Una altra inscripció, Ḥwt-k3 Ḥrw-z3, es va trobar als anys 80 a Saqqara a la zona de la tomba de Maia i molt a prop de la de Meryra -Meryneith. Maya i Meryra-Meryneith eren tots dos funcionaris de la cort de finals de la XVIII dinastia d'Egipte que van reutilitzar les tombes de la Segona dinastia per a ells mateixos, uns 1.500 anys després de la mort de els seus propietaris originals.

## Tomba
Es desconeix el lloc de sepultura d'Horus Sa. Nabil Swelim va associar Horus Sa amb el recinte inacabat de Gisr el-Mudir a l'oest de Saqqara. Aquesta hipòtesi no ha tingut una gran acceptació i el Gisr el-Mudir s'ha atribuït a diversos reis de la segona dinastia, en particular Khasekhemwy. Alternativament, l'egiptòleg Joris van Wetering va proposar que la tomba de galeria utilitzada pel gran sacerdot d'Aton,  Meryra-Meryneith, al nord de Saqqara era originalment la d'Horus Sa, ja que es va trobar una inscripció Ḥwt-k3 Ḥrw-z3 a les proximitats de la tomba.